# Gunborg Runsten
Gunborg Runsten, född Frida Julia Gunborg Andersson den 9 januari 1888 i Vaxholm, död den 7 oktober 1970 i Matteus församling i Stockholm, var en svensk sminkös och perukmakare.
Hon var gift med perukmakaren Gustav Runsten. De är begravda på Skogskyrkogården i Stockholm.

## Filmografi roller i urval
- 1934 – Uppsagd